# Saint-Sixte (Quebec)
Saint-Sixte es un municipio canadiense situado en la provincia de Quebec.

## Superficie
Saint-Sixte tiene una superficie de 84,34 km².

## Demografía
En 2021, tenía 490 habitantes, una densidad poblacional de 5,8 hab./km², y 219 viviendas.